# Xoloitzcuintle
El xoloitzcuintle o xolo és una raça canina pràcticament sense pèl amb una mitjana de vida entre 12-14 anys. És originari de Mèxic; és presentat en grandària toy, estàndard i mitja. Se'l coneix pel seu endemisme en aquest país i la seva estreta relació amb la cultura asteca. La seva popularitat no és molt alta, comunament perquè la seva falta de pelatge no és agradable per a algunes persones, però per a unes altres i molt especialment entre els criadors de xolos, cada exemplar és molt preuat i valuós, degut també al seu immens valor històric, cultural i biològic, i a la seva relativa escassetat en comparació d'altres races.
Existeix una altra varietat amb pèl. Els gossos que neixen amb pèl segueixen sent xoloitzcuintles purs, i en creuar a aquests amb un sense pèl, també tenen cries sense pèl. En una ventrada poden néixer cadells de les dues varietats. Se'ls agrupa per les tres grandàries. Les dues classificacions majors es consideren com a gossos guardians, el miniatura com a gos de companyia.

## Etimologia
El vocable xoloitzcuintle, xoloescuintle, prové del náhuatl xōlōtl i itzcuīntli, gos.
El terme xolotl comporta diversos significats, però tots relacionats amb la mateixa arrel etimològica. Xólotl és el déu asteca de la vida i la mort, que comunament era associat amb figures monstruoses. El xoloitzcuintle també es coneix amb el nom gos pelat mexicà o gos asteca.

## Origen

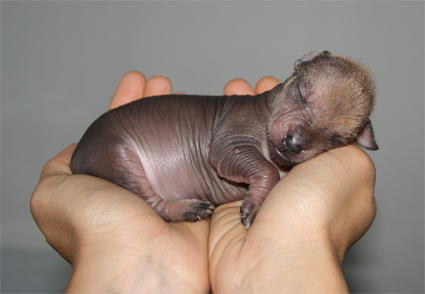
Xoloitzcuintle nounat

Aquest gos, natural de Mèxic, és una raça molt antiga, originada, segons alguns càlculs, fa més de tres mil anys. En la Mitologia asteca, es creia que els xoloitzcuintles acompanyaven a les ànimes dels difunts quan viatjaven al Mictlán, l'inframón, per la qual cosa se'ls sacrificava i enterrava juntament amb els morts als quals havien de guiar. Hi ha llegendes que parlen que Xolotl li va donar el xoloitzcuintle com a regal a l'home, després d'haver-ho fabricat d'una estella de l'Os de la Vida, l'os del que tota vida va ser creada. A causa d'això, els asteques el consideraven sagrat, i aquesta adoració es manifestava en moltes representacions esculturals i pictogràfiques.
Al territori mexicà, la primera manifestació trobada d'un gos va ser a la Cova del Tecolote, a Huapalcalco, estat d'Hidalgo, 3500 anys A. de C. Hi ha evidències que diferents cultures mesoamericanes van tenir contacte amb gossos; entre elles, els tlaxcalteques, maies, zapoteques, asteques, per citar-ne algunes. En el Còdex Florentí (anys 1500), fra Bernardino de Sahagún ja esmentava a aquests gossos, de la següent manera:

## Com a aliment
Es creu que els gossos van ser un aliment tradicional en la cultura asteca. El mateix Hernán Cortés va reportar, quan va arribar a la ciutat de Tenochtitlán l'any 1519, que "uns petits gossets es criaven per a aliment", on es venien juntament amb altres aliments als mercats de carrer de les ciutats. Aquests animalets típics de la cuina mexica es denominaven itzcuintlis i, donat la semblança amb la paraula xoloitzcuintli, es creu que aquests últims eren consumits, encara que aquesta paraula pugui referir-se al tepezcuintle, que semblen gossets, encara que realment són rosegadors.
Després de la colonització europea, aquest tipus de gos va estar molt prop de desaparèixer, i va ser rescatat de l'extinció per l'afecte cap a aquest gos per part dels membres de la Federació Canófila Mexicana (FCM), la qual va iniciar un programa de registre i reproducció l'1 de maig de 1956. Tot i que va ser exhibit en les competicions de bellesa canina, als Estats Units des de 1883, i acceptat en les federacions més respectades, no va aconseguir gran acceptació popular. A mitjans del segle xx, la seva popularitat a Mèxic va tenir un renéixer, i va arribar a ser admès en moltes federacions canines mexicanes. Actualment és reconegut per moltes de les més distingides federacions en altres països i federacions internacionals, com la Federació Cinològica Internacional (FCI), encara que en alguns països, com als Estats Units, no té encara tanta acceptació.

## Característiques

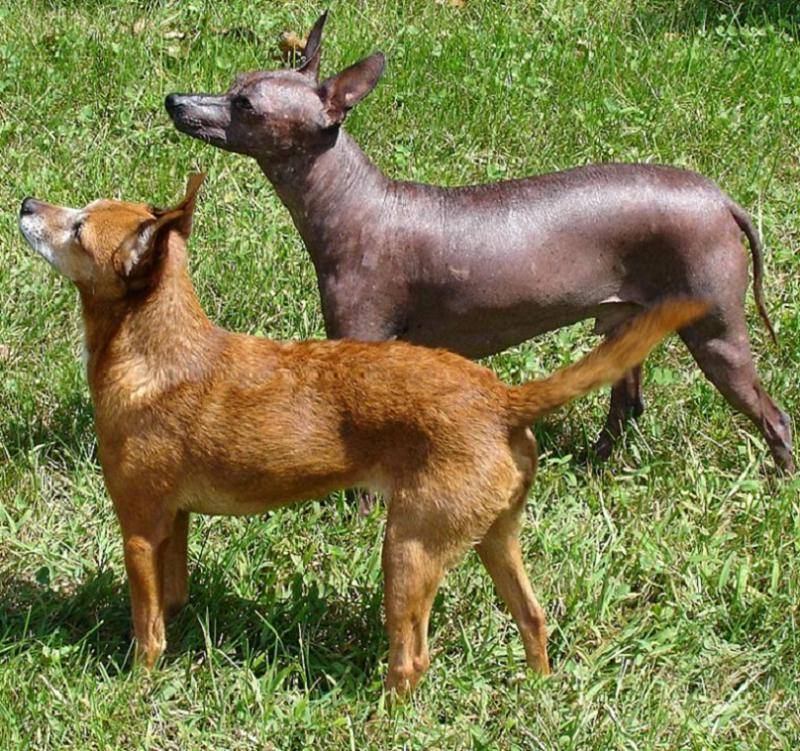
Xoloitzcuintles amb pèl i sense

Personalitats com Diego Rivera i Frida Kahlo van criar aquests exemplars com a mascotes, i els van convertir també en animals de culte i inspiració per a la seva obra. Són bons gossos de companyia i guardians de la llar, en funció de la grandària. A pesar que no tenen una aparença atractiva, el xolo és popular entre alguns per la seva intel·ligència (és fàcil d'educar), la seva resistència i el seu caràcter amigable. Aparentment, aquelles persones que aprecien al gos com a company fidel són les que li han donat una nova ona de popularitat en l'actualitat. Solen ser molt esportistes, bons vigilants i singularment tranquils amb la gent.

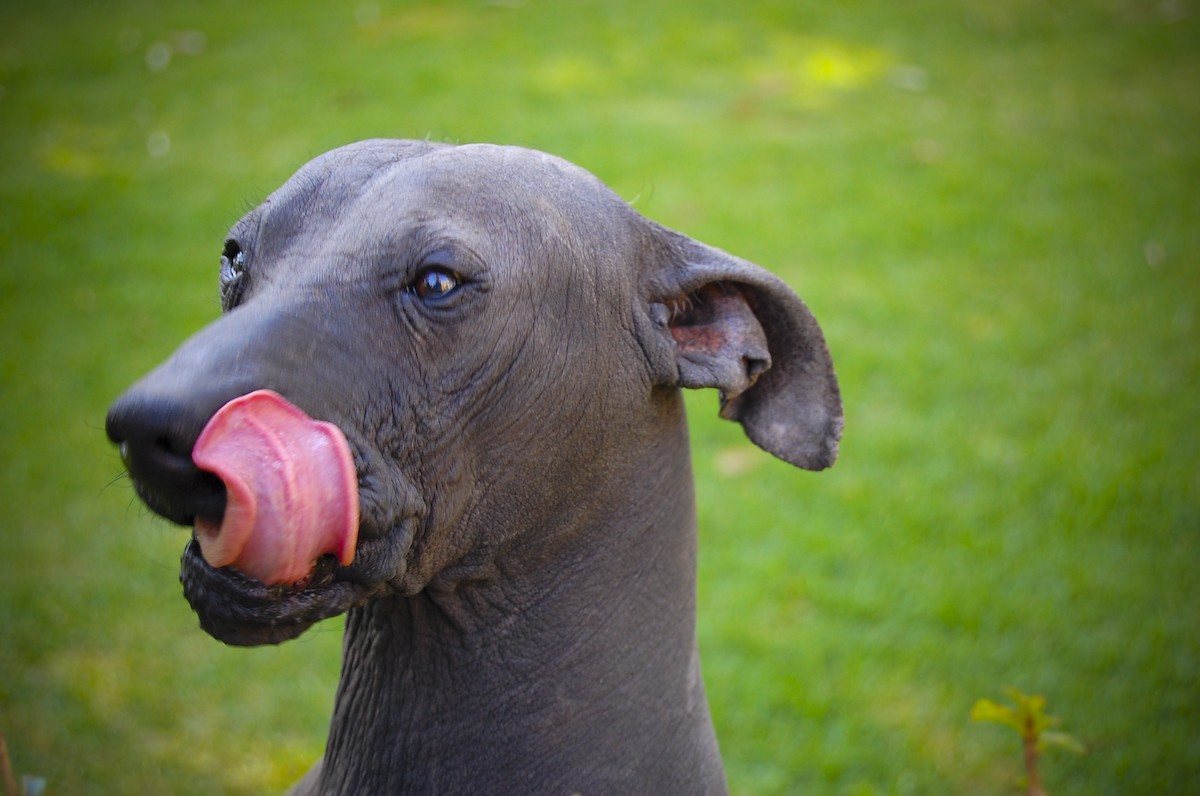
Xoloitzcuintle (gos mexicà sense pèl)

La raça té un rang de pes de 4 a 20 kg. La seva falta de pelatge causa una major pèrdua de calor corporal, per la qual cosa el seu cos es veu obligat a mantenir una temperatura del voltant d'uns 40 °C. La seva aparença és similar a la del Pharaoh hound, amb un cos esvelt, ulls estirats, orelles triangulars i rectes i un coll llarg. Quant al pelatge, diferents individus poden presentar diferents graus de creixement de pèl.
Encara que la pell està exposada a lesions, les ferides i fissures es guareixen ràpidament. A més, no necessita cures del pelatge, només en algunes ocasions requereixen una dutxa calenta. Entre els avantatges de la seva falta de pèl estan que no causen problemes a les persones amb al·lèrgia a pèl caní (al contrari, es creu que ajuda als problemes d'al·lèrgia) i que les molèsties freqüents en altres gossos, com puces i paparres, queden eliminades. No obstant això, també és cert que un exemplar de la varietat del xoloitzcuintle amb pèl és idèntic a un exemplar nu, tret de pel pelatge. No obstant això, com aquests no han estat subjectes seleccionats, el pelatge pot presentar-se en diferents longituds. El pelatge més valorat és un pelatge curt i de colors sòlids en una àmplia gamma, amb taques blanques en el pit i en els dits. D'altra banda, les orelles també marquen una diferència, ja que la majoria dels xolos amb pèl no solen alçar les orelles, a pesar que els seus germans nus sí que ho fan.
Davant la falta de pèl, la pell del xoloitzcuintle és extremadament sensible, per la qual cosa requereix l'aplicació de crema humectant o de pomades calentes, de dues a tres vegades per setmana. En cas d'una exposició constant al Sol, l'amo de la mascota haurà d'untar bloquejadors, per evitar cremades.
Aquests xolos amb pèl són gossos modests, és a dir, a la vista no tenen l'espectacularitat que tenen els xoloitzcuintles "nus". Es podria dir fins i tot que són gossos "corrents" o mestissos, ja que conserven una estructura fenotípica similar al gos prehispànic o mesoamericà, del qual es creu va sorgir el xoloitzcuintle original.

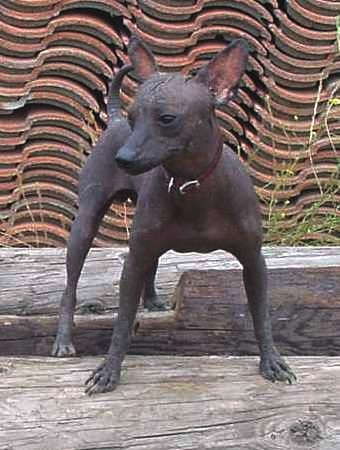
Exemplar jove de xoloitzcuintle

### Genètica
Genèticament, els xoloitzcuintles sense pèl es caracteritzen per la falta de pèl i d'algunes dents, fenotip que es denomina displàsia ectodèrmica canina, i que s'hereta com un caràcter monogènic autosòmic semidominant. Això vol dir que el tret de falta de pèl és determinat per un únic gen d'un cromosoma no sexual, i que aquest gen té dominància parcial. A causa de la dominància parcial, els xolos tenen una mica de pèl en el cap i en la cua. Els xolos sense pèl sempre són heterozigots (Hh) -és a dir, el seu genotip es compon per un gen dominant (no tenir pèl) i un gen recessiu (tenir pèl)-, ja que tenir dos gens dominants resulta ser letal. Els homozigots dominants (HH) no es gesten, probablement perquè el gen afectat (anomenat FOXI3) és important en la formació de l'ectoderma. Els creuaments entre dos xolos amb pèl (hh) només poden produir un xolo amb pèl, per ser un caràcter produït per l'expressió d'un gen recessiu. D'acord amb les lleis de la genètica de Gregor Mendel, la creua entre un xolo amb pèl i un xolo sense pèl té un 50 per cent de probabilitat de produir xolos sense pèl i un altre 50 per cent de probabilitat de produir xolos amb pèl (Hh, hh, Hh, hh), i la creua entre dos xolos sense pèl té un 50 per cent de probabilitat de produir xolos sense pèl i 25 per cent de probabilitat de produir xolos amb pèl (HH, Hh, Hh, hh) -l'altre 25 per cent de probabilitat correspon als homozigots dominants, que moren abans de néixer. cal esmentar que l'única raça de gossos sense pèl que resulta d'un gen recessiu és el Terrier americà sense pèl.